# Tour della nazionale maschile di rugby a 15 del Giappone 2000
La nazionale giapponese di rugby a 15 si reca raramente in tour. nel 2000 visita l'Europa:

## 2000: in Europa
| Lilla 4 novembre 2000 | Francia A | 23 – 40 | Giappone XV |  |

| Belfast 7 novembre 2000 | Irlanda U25 | 13 – 83 | Giappone XV |  |

| Arbitro: | Nigel Whitehouse |

| |            | |
| O'Driscoll 2, Stringer Clohessy, Henderson Hickie 3, Howe 2 Murphy | mt         | |
| O'Gara 10 | tr         | |
| O'Gara | c.p.       | Hirose 3 |
| 15.Geordan Murphy, 14.Denis Hickie, 13.Brian O'Driscoll, 12.Shane Horgan, 11.Tyrone Howe, 10.Ronan O'Gara, 9.Peter Stringer, 8.Anthony Foley, 7.Kieron Dawson, 6.Andy Ward, 5.Malcolm O'Kelly, 4.Paddy Johns, 3.John Hayes, 2.Keith Wood (cap.), 1.Peter Clohessy - Sostituti: 16.Rob Henderson, 19.Gary Longwell, 22.David Humphreys - Non entrati : 17.Frank Sheahan, 18.Justin Fitzpatrick, 20.Eric Miller, 21.Brian O'Meara | Formazioni | 15.Daisuke Ohata, 14.Michinori Oda, 13.Reo Kawai, 12.Hideki Nanba, 11.Pat Tuidraki, 10.Keiji Hirose, 9.Katsuji Ohara (cap.), 8.Takeomi Ito, 7.Koichi Kubo, 6.Hiroshi Sugawara, 5.Hiroyuki Tanuma, 4.Karl Todd, 3.Naoto Nakamura, 2.Noboru Yasuda, 1.Toshikazu Fumihara - Sostituti: 19.Yasunori Watanabe, 20.Mamoru Ito, 21.Soushi Fuchigami - Non entrati : 16.Masao Amino, 17.Masahiko Toyoyoma, 18.Takashi Akatsuka, 22.Hideyuki Yoshida |